# 한큐 센리선
한큐 전철 센리 선(일본어: 阪急千里線, せんりせん)은 한큐 전철의 철도 노선 가운데 하나이다. 일본 오사카부 오사카시 기타구에 있는 덴진바시스지 6초메 역과 스이타시에 있는 기타센리 역을 잇는다.

## 역 목록
- 전 구간이 오사카부에 있다.
- 범례
  - ●: 사카이스지 준급 정차함
  - ○: 통과함

| 역 번호 | 역 이름            | 일본어 이름    | 역간 거리 | 영업 거리 | 사카이스지 준급 | 접속 노선                                        | 소재지   | 소재지           |
| ------- | ------------------ | -------------- | --------- | --------- | --------------- | ------------------------------------------------ | -------- | ---------------- |
| K11     | 덴진바시스지 6초메 | 天神橋筋六丁目 | -         | 0.0       | ●               | 사카이스지 선(K11) (직결 운행), 다니마치 선(T18) | 오사카시 | 기타구           |
| HK-87   | 구니지마           | 柴島           | 2.2       | 2.2       | ○               |                                                  | 오사카시 | 히가시요도가와구 |
| HK-63   | 아와지             | 淡路           | 1.3       | 3.5       | ●               | 한큐 전철: 교토 본선 (직결 운행)                 | 오사카시 | 히가시요도가와구 |
| HK-88   | 시모신조           | 下新庄         | 0.9       | 4.4       |                 |                                                  | 오사카시 | 히가시요도가와구 |
| HK-89   | 스이타             | 吹田           | 1.6       | 6.0       |                 |                                                  | 스이타시 | 스이타시         |
| HK-90   | 도요쓰             | 豊津           | 0.9       | 6.9       |                 |                                                  | 스이타시 | 스이타시         |
| HK-91   | 간다이 앞          | 関大前         | 0.9       | 7.8       |                 |                                                  | 스이타시 | 스이타시         |
| HK-92   | 센리야마           | 千里山         | 0.8       | 8.6       |                 |                                                  | 스이타시 | 스이타시         |
| HK-93   | 미나미센리         | 南千里         | 1.6       | 10.2      |                 |                                                  | 스이타시 | 스이타시         |
| HK-94   | 야마다             | 山田           | 1.4       | 11.6      |                 | 오사카 고속철도 오사카 모노레일선                | 스이타시 | 스이타시         |
| HK-95   | 기타센리           | 北千里         | 2.0       | 13.6      |                 |                                                  | 스이타시 | 스이타시         |

## 같이 보기
- 일본의 철도 노선 목록